# Unidad federativa de Brasil
Una unidad federativa, en la República Federativa de Brasil, es una entidad subnacional con cierto grado de autonomía (autogobierno, autorregulación y autocobro) y dotada de gobierno y constitución propios. La organización política y administrativa de la República Federativa de Brasil comprende la Unión, los estados, el Distrito Federal y los municipios, todos autónomos.
En los estados, el poder ejecutivo lo ejerce un gobernador elegido cada cuatro años. El poder legislativo está representado por una asamblea legislativa unicameral con diputados estatales que votan las leyes estatales. Las asambleas legislativas supervisan las actividades del poder ejecutivo de los estados. Para ello, cuentan con la ayuda de un tribunal de cuentas para que les proporcione orientación sobre el uso de los fondos públicos. El poder judicial de los estados está compuesto por tribunales estatales de primera y segunda instancia que se ocupan de la justicia común.
En el Distrito Federal, el poder ejecutivo lo ejerce un gobernador elegido cada cuatro años. El poder legislativo está representado por una cámara legislativa unicameral con diputados distritales que votan las leyes distritales. La cámara legislativa supervisa las actividades del poder ejecutivo del Distrito Federal. Para ello, cuenta con la asistencia de un tribunal de cuentas para orientar el uso de los fondos públicos. El poder judicial del Distrito Federal está integrado por tribunales distritales de primera y segunda instancia que se ocupan de la justicia común. El Distrito Federal no se puede dividir en municipios, razón por la cual su territorio se compone de varias regiones administrativas. Estas regiones son administradas directamente por el gobierno del Distrito Federal, que ejerce competencias constitucionales y legales equivalentes a las de los estados, así como a las de los municipios, asumiendo simultáneamente todas las obligaciones que de ellos se derivan.
En los municipios, el poder ejecutivo lo ejerce un alcalde electo por cuatro años. El poder legislativo está representado por un cámara municipal unicameral con concejales que votan las leyes municipales. La cámara municipal supervisa las actividades del poder ejecutivo municipal. Solo dos municipios (São Paulo y Río de Janeiro) tienen tribunales de cuentas separados y vinculados a sus cámaras municipales, y está prohibida la creación de nuevos tribunales de cuentas municipales.

## Estados
En los estados, el poder ejecutivo lo ejerce un gobernador elegido cada cuatro años. El poder legislativo está representado por una asamblea legislativa unicameral con diputados estatales que votan las leyes estatales. Las asambleas legislativas supervisan las actividades del poder ejecutivo de los estados. Para ello, cuentan con la ayuda de un tribunal de cuentas para que les oriente sobre el uso de los fondos públicos. El poder judicial de los estados está compuesto por tribunales estatales de primera y segunda instancia que se encargan de la justicia común. Cada estado tiene autonomía para editar su propia constitución estatal, estando obligado, sin embargo, a observar el principio de simetría constitucional con la constitución federal.
El gobernador del estado, asistido por secretarios de estado, ejerce el poder ejecutivo del estado. Los requisitos para el cargo de gobernador del estado son: haber nacido en Brasil, tener más de treinta años, gozar de derechos políticos y ser elegido a través de un partido político. Es lo mismo que se le exige a un candidato a vicegobernador. Los dos son elegidos por un período de cuatro años, observándose en la elección las mismas reglas electorales para el presidente de la República. Se elegirá un candidato a gobernador en la segunda vuelta si ninguno de los candidatos obtiene la mayoría absoluta de los votos válidos en la primera votación. (artículo 28) 
La responsabilidad del gobernador en la constitución estatal se determina, considerando las reglas federales, y de acuerdo al esquema del Ejecutivo de la Unión . Elegidos en las elecciones estatales de los actuales gobernadores asumieron el cargo el 1 de enero de 2019 Para ser asistido administrativamente, el gobernador tiene secretarios de estado, libremente nombrados y destituidos por él. El número de secretarios varía de un estado a otro y sus competencias son equivalentes, a nivel estatal, a las de los ministros . Para garantizar el orden y la seguridad pública, el servicio policial, organizado en Policía Civil y Militar, es mantenido por los Estados ; la composición y funciones de cada una de las dos fuerzas policiales están reguladas por estatutos especiales. (artículo 144)
El órgano que ejerce el poder legislativo estatal es la Asamblea Legislativa, unicameral, formada por representantes elegidos por voto popular por un período de cuatro años. Las mismas reglas de la constitución federal en cuanto al sistema electoral, inviolabilidad, inmunidades, remuneración, pérdida de mandato, licencia, etc. se aplican a los diputados estatales ”. La remuneración de los miembros se determinará en cada legislatura para la próxima legislación. El número de diputados en la Asamblea Legislativa se limita a la población estatal y al número de sus diputados federales . Para diputado federal se eligen tres estados, hasta completar 36 miembros en la Asamblea Legislativa. Desde entonces, cada diputado federal equivale a un diputado estatal. El proceso legislativo sigue el esquema de la Unión, con los cambios oportunos. Para el ejercicio de la fiscalización financiera y presupuestaria, el Poder Legislativo cuenta con la asistencia del Tribunal de Cuentas del Estado, cuya estructura y funcionamiento se define en la Constitución Federal (similar al del Tribunal de Cuentas de la Federación). (artículo 75)
La organización judicial de las unidades federativas en Brasil tiene una estructura variable de un estado a otro. Generalmente, cumple con el siguiente esquema: en primera instancia, los jueces de derecho, los Tribunales de Jurados y, en materia militar, los Consejos de Justicia Militar. De las decisiones tomadas en estas sentencias, los Tribunales de Justicia de las unidades federativas tienen derecho a recurrir: el Tribunal de Justicia y el Tribunal de Justicia Militar. También a nivel estatal, la fiscalía, encabezada por la Procuraduría General de Justicia, fiscales y promotores del ejercicio de la justicia, se organiza a lo largo del Poder Judicial, el Ejecutivo. La constitución estatal y las leyes complementarias definen su estructura y funcionamiento, al igual que las del Ministerio Público Federal . (art. 128, párr. 3. º)

## Historia
Las capitanías de Brasil fueron una forma de administración territorial de la América portuguesa, parte del Imperio portugués, por la cual la Corona, con recursos limitados, delegó la tarea de colonización y exploración de ciertas áreas. El sistema de capitanía, que tuvo éxito en las islas de Madeira y Cabo Verde, se implementó inicialmente en Brasil con la donación, Fernão de Noronha, de la Isla São João (actualmente Isla Fernando de Noronha ), por Carta Régia de Dom Manuel I (r. 1495-1521  fecha 16 de febrero de 1504. Sin embargo, el uso sistemático de capitanías solo se estableció en 1532, aunque su implementación no comenzó hasta 1534. El fracaso de las expediciones de guardaespaldas de Cristóvão Jacques (incluido el grave incidente diplomático del que fue responsable), así como el aumento del tráfico de palo de Brasil y otros géneros por parte de corsarios extranjeros, principalmente franceses en la costa de Brasil, en una época de portugueses. La crisis comercial en Oriente, fueron los factores determinantes de la iniciativa colonizadora impulsada por la Corona. La creación de capitanías en Brasil hizo que muchos intérpretes consideraran que el país tenía un período feudal, pero esta interpretación llegó a ser cuestionada en 1930, de manera incipiente, por el crítico de arte Marío Pedrosa y el crítico literario Lívio Xavier, en "Sketchço". Análisis de la situación brasileña ".
Con la llegada del Imperio de Brasil tras la independencia de Portugal, las antiguas capitanías pasaron a llamarse definitivamente provincias. Era un estado unitario y las divisiones administrativas (provincias) no eran unidades federativas. La Comarca del Río de São Francisco, región ubicada en la margen izquierda del río São Francisco, fue separada de Pernambuco como castigo a esa provincia por el movimiento separatista conocido como Confederación del Ecuador en 1824. La separación de la región, así como su anexión a la provincia de Minas Gerais, fue una orden directa del entonces emperador Dom Pedro I en un decreto del 7 de julio de 1824. Luego de tres años bajo administración minera, la región fue adicionada a Bahía, correspondiente al actual Oeste de Bahía.
En 1825 se inició la campaña de Cisplatina, conflicto que se produjo entre el Imperio de Brasil y las Provincias Unidas de Rio da Prata, en el período de 1825 a 1828, por la posesión de la Provincia de Cisplatina. La República Oriental del Uruguay se independizó en 1828 y se separó del Imperio de Brasil. En 1850, la provincia de Grão-Pará se extinguió y se desmembró en dos unidades, formando la provincia de Pará y la provincia de Amazonas (elevación de la Comarca do Alto Amazonas con sede en la ciudad de Nossa Senhora da Conceição da Barra do Rio Negro, actual Manaos ). En 1853, la parte sur de la provincia de São Paulo fue desmembrada con la creación de la provincia de Paraná.
Con la Proclamación de la República, las provincias del Imperio se convirtieron en Estados, oficialmente nombrados por la Constitución de 1891 . En 1943, con la entrada de Brasil en la Segunda Guerra Mundial, el gobierno de Getúlio Vargas decidió desmembrar seis territorios fronterizos estratégicos del país para gestionarlos directamente: Ponta Porã, Iguaçu, Amapá, Rio Branco, Guaporé y Fernando de Noronha (este último creado en 1942). Ponta Porã e Iguaçu vuelven a su estado original después de la guerra, mientras que los cuatro restantes se mantienen (Rio Branco pasa a llamarse Roraima y Guaporé Rondônia en honor al Mariscal Rondo).
En 1960, un territorio cuadrangular se separó del estado de Goiás, en la frontera con el estado de Minas Gerais, para albergar la nueva capital del país, Brasilia, que tenía su sede en el nuevo Distrito Federal. Simultáneamente, el territorio del antiguo Distrito Federal se transformó en el estado de Guanabara, que comprende solo la ciudad de Río de Janeiro y su área rural. En 1962, el Territorio Federal de Acre fue elevado a la categoría de estado. En 1975, el estado de Guanabara se incorporó al estado de Río de Janeiro, y la ciudad de Río de Janeiro se convirtió en su capital, sucediendo a Niterói. En 1977, la parte sur de Mato Grosso fue emancipada, formando el estado de Mato Grosso del Sul, con capital en Campo Grande. El 22 de diciembre de 1981, el estado de Rondônia fue creado e instalado el 4 de enero de 1982, por el entonces presidente de Brasil, João Batista Figueiredo, con la ciudad de Porto Velho como capital. La Constitución de 1988 dejó la estructura de la división como está hoy. A pesar de mantener la definición legal de territorios federales, terminó con los existentes, elevando a Roraima y Amapá a la categoría de estados e integrando a Fernando de Noronha al estado de Pernambuco como distrito estatal. En el mismo acto, la parte norte de Goiás se dividió en el estado de Tocantins , con la ciudad de Miracema do Tocantins como su capital provisional. En julio de 1989, la Asamblea Legislativa del Estado aprobó un proyecto de ley para el Ejecutivo que creó la ciudad de Palmas, para ser construida en el centro geográfico del estado, para ser la capital definitiva de Tocantins.

## Lista de unidades federativas brasileñas
| Bandera | Unidad federativa    | Código ISO | Capital        | Área (km²) | Población (2021) | Densidad (2021) | PIB (R$) (2005) | IDH (2005) | Alfabet. (2003) | Mort. infantil (2010) | Esp. de vida (2016) |
| ------- | -------------------- | ---------- | -------------- | ---------- | ---------------- | --------------- | --------------- | ---------- | --------------- | --------------------- | ------------------- |
|         | Acre                 | BR-AC      | Río Branco     | 164 173    | 906 876          | 5,52            | 4 835 747       | 0,751      | 84%             | 22,1‰                 | 73,9                |
|         | Alagoas              | BR-AL      | Maceió         | 27 831     | 3 365 351        | 120,92          | 15 763 636      | 0,677      | 70%             | 30,2‰                 | 71,6                |
|         | Amapá                | BR-AP      | Macapá         | 142 471    | 877 613          | 6,16            | 5 260 535       | 0,780      | 91%             | 24,6‰                 | 73,9                |
|         | Amazonas             | BR-AM      | Manaos         | 1 559 168  | 4 269 995        | 2,74            | 39 766 086      | 0,780      | 94%             | 22,2‰                 | 71,9                |
|         | Bahía                | BR-BA      | Salvador       | 564 760    | 14 985 284       | 26,53           | 96 559 993      | 0,742      | 79%             | 23,1‰                 | 73,5                |
|         | Ceará                | BR-CE      | Fortaleza      | 148 894    | 9 240 580        | 62,06           | 46 310 492      | 0,723      | 78%             | 19,7‰                 | 73,8                |
|         | Distrito Federal     | BR-DF      | Brasilia       | 5761       | 3 094 325        | 537,12          | 89 630 682      | 0,874      | 96%             | 12,6‰                 | 78,1                |
|         | Espírito Santo       | BR-ES      | Vitória        | 46 074     | 4 108 508        | 89,17           | 52 782 914      | 0,802      | 90%             | 12,0‰                 | 78,2                |
|         | Goiás                | BR-GO      | Goiânia        | 340 243    | 7 206 589        | 21,18           | 57 091 081      | 0,800      | 90%             | 17,7‰                 | 74,2                |
|         | Maranhão             | BR-MA      | São Luís       | 329 651    | 7 153 262        | 21,70           | 28 621 860      | 0,683      | 77%             | 29,0‰                 | 70,6                |
|         | Mato Grosso          | BR-MT      | Cuiabá         | 903 207    | 3 567 234        | 3,95            | 35 284 137      | 0,796      | 90%             | 19,5‰                 | 74,2                |
|         | Mato Grosso del Sur  | BR-MS      | Campo Grande   | 357 148    | 2 839 188        | 7,95            | 24 355 772      | 0,802      | 91%             | 17,0‰                 | 75,5                |
|         | Minas Gerais         | BR-MG      | Belo Horizonte | 586 514    | 21 411 923       | 36,51           | 214 814 905     | 0,800      | 89%             | 14,6‰                 | 77,2                |
|         | Pará                 | BR-PA      | Belém          | 1 245 871  | 8 777 124        | 7,04            | 44 376 461      | 0,755      | 90%             | 20,3‰                 | 72,1                |
|         | Paraíba              | BR-PB      | João Pessoa    | 56 467     | 4 059 905        | 71,90           | 19 953 193      | 0,718      | 75%             | 22,9‰                 | 73,2                |
|         | Paraná               | BR-PR      | Curitiba       | 199 299    | 11 597 484       | 58,19           | 136 681 933     | 0,820      | 93%             | 10,8‰                 | 77,1                |
|         | Pernambuco           | BR-PE      | Recife         | 98 068     | 9 674 793        | 98,65           | 55 505 760      | 0,718      | 79%             | 18,5‰                 | 73,9                |
|         | Piauí                | BR-PI      | Teresina       | 251 755    | 3 289 290        | 13,07           | 12 790 892      | 0,703      | 72%             | 23,4‰                 | 71,1                |
|         | Río de Janeiro       | BR-RJ      | Río de Janeiro | 43 750     | 17 463 349       | 399,16          | 275 363 060     | 0,832      | 96%             | 13,2‰                 | 76,2                |
|         | Río Grande del Norte | BR-RN      | Natal          | 52 810     | 3 560 903        | 67,43           | 20 557 263      | 0,738      | 77%             | 20,6‰                 | 75,7                |
|         | Río Grande del Sur   | BR-RS      | Porto Alegre   | 281 707    | 11 466 630       | 40,70           | 156 883 171     | 0,832      | 95%             | 9,9‰                  | 77,8                |
|         | Rondonia             | BR-RO      | Porto Velho    | 237 765    | 1 815 278        | 7,63            | 13 110 169      | 0,776      | 92%             | 22,7‰                 | 71,3                |
|         | Roraima              | BR-RR      | Boa Vista      | 223 645    | 652 713          | 2,92            | 3 660 611       | 0,750      | 91%             | 18,4‰                 | 71,5                |
|         | Santa Catarina       | BR-SC      | Florianópolis  | 95 731     | 7 338 473        | 76,66           | 93 193 324      | 0,840      | 95%             | 9,2‰                  | 79,1                |
|         | São Paulo            | BR-SP      | São Paulo      | 248 219    | 46 649 132       | 187,94          | 802 552 824     | 0,833      | 95%             | 11,4‰                 | 78,1                |
|         | Sergipe              | BR-SE      | Aracaju        | 21 938     | 2 338 474        | 106,59          | 15 126 169      | 0,742      | 90%             | 22,6‰                 | 72,7                |
|         | Tocantins            | BR-TO      | Palmas         | 277 424    | 1 607 363        | 5,79            | 9 607 624       | 0,756      | 83%             | 19,4‰                 | 73,4                |